# العلاقات الأسترالية الكندية
العلاقات الأسترالية الكندية هي العلاقات الثنائية التي تجمع بين أستراليا وكندا.

## مقارنة بين البلدين
هذه مقارنة عامة ومرجعية للدولتين:
| وجه المقارنة                                              | أستراليا                                   | كندا                     |
| --------------------------------------------------------- | ------------------------------------------ | ------------------------ |
| المساحة (كم2)                                             | 7.69 مليون                                 | 9.98 مليون               |
| عدد السكان (نسمة)                                         | 24.51 مليون                                | 35.70 مليون              |
| الكثافة السكانية (ن./كم²)                                 | 3.19                                       | 3.58                     |
| العاصمة                                                   | كانبرا، ملبورن                             | أوتاوا                   |
| اللغة الرسمية                                             | لغة إنجليزية                               | لغة إنجليزية، لغة فرنسية |
| العملة                                                    | دولار أسترالي، جنيه إسترليني، جنيه أسترالي | دولار كندي               |
| الناتج المحلي الإجمالي (بليون دولار)                      | 1.32 تريليون                               | 1.65 تريليون             |
| الناتج المحلي الإجمالي (تعادل القوة الشرائية) بليون دولار | 1.10 تريليون                               | 1.59 تريليون             |
| الناتج المحلي الإجمالي الاسمي للفرد دولار أمريكي          | 56.31 ألف                                  | 43.25 ألف                |
| الناتج المحلي الإجمالي للفرد دولار أمريكي                 | 45.92 ألف                                  | 45.07 ألف                |
| مؤشر التنمية البشرية                                      | 0.939                                      | 0.913                    |
| رمز المكالمات الدولي                                      | +61                                        | +1                       |
| رمز الإنترنت                                              | .au                                        | .ca                      |
| المنطقة الزمنية                                           |                                            |                          |

## منظمات دولية مشتركة
يشترك البلدان في عضوية مجموعة من المنظمات الدولية، منها:
| علم المنظمة | اسم المنظمة                                      | تاريخ انضمام أستراليا | تاريخ انضمام كندا |
| ----------- | ------------------------------------------------ | --------------------- | ----------------- |
|             | Combined Communications-Electronics Board ‏       | ?                     | ?                 |
|             | المنظمة الهيدروغرافية الدولية                    | ?                     | ?                 |
|             | ABCANZ Armies ‏                                   | ?                     | ?                 |
|             | مجموعة العشرين                                   | ?                     | ?                 |
|             | منظمة الشرطة الجنائية الدولية                    | ?                     | ?                 |
|             | الاتحاد البريدي العالمي                          | ?                     | ?                 |
|             | بنك التنمية الآسيوي                              | 1966                  | 1966              |
|             | برنامج التعاون التقني ‏                           | ?                     | ?                 |
|             | منظمة التجارة العالمية                           | ?                     | ?                 |
|             | منظمة التعاون الاقتصادي والتنمية                 | ?                     | ?                 |
|             | الفريق المعني برصد الأرض                         | ?                     | ?                 |
|             | مجموعة الموردين النوويين                         | ?                     | ?                 |
|             | مؤسسة التنمية الدولية                            | 24 سبتمبر 1960        | 24 سبتمبر 1960    |
|             | الوكالة الدولية للطاقة                           | ?                     | ?                 |
|             | منتدى التعاون الاقتصادي لدول آسيا والمحيط الهادئ | 6 نوفمبر 1989         | 6 نوفمبر 1989     |
|             | مؤسسة التمويل الدولية                            | 20 يوليو 1956         | 20 يوليو 1956     |
|             | منظمة حظر الأسلحة الكيميائية                     | ?                     | ?                 |
|             | الأمم المتحدة                                    | 1 نوفمبر 1945         | 9 نوفمبر 1945     |
|             | الاتحاد الدولي للاتصالات                         | 27 مايو 1878          | 1 يوليو 1908      |
|             | مجموعة أستراليا                                  | 1985                  | 1985              |
|             | البنك الدولي للإنشاء والتعمير                    | 5 أغسطس 1947          | 27 ديسمبر 1945    |
|             | المركز الدولي لتسوية المنازعات الاستشارية        | 1 يونيو 1991          | 1 ديسمبر 2013     |
|             | AUSCANNZUKUS ‏                                    | ?                     | ?                 |
|             | Five Eyes Air Force Interoperability Council ‏    | ?                     | ?                 |
|             | وكالة ضمان الاستثمار متعدد الأطراف               | 10 فبراير 1999        | 12 أبريل 1988     |
|             | دول الكومنولث                                    | ?                     | ?                 |
|             | نظام تحكم تكنولوجيا القذائف                      | 1990                  | 1987              |
|             | يونسكو                                           | 4 نوفمبر 1946         | 4 نوفمبر 1946     |
|             | منتدى آسيان الإقليمي ‏                            | ?                     | ?                 |

## أعلام
هذه قائمة لبعض الشخصيات التي تربطها علاقات بالبلدين:
- آدم هيو (سياسي كندي، 3 يوليو 1961[36] – )
- ألان موفات (10 نوفمبر 1939 – )
- تايلور هال (لاعب هوكي جليد كندي، 14 نوفمبر 1991 – )
- جوردن درو (لاعب دوري رغبي أسترالي، 26 يناير 1995 – )
- جون دافيسون (لاعب كركيت أسترالي، 9 مايو 1970 – )
- جيد رايموند (مطورة العاب فيديو، 28 أغسطس 1975 – )
- داكر مونتغمري (ممثل أسترالي، 22 نوفمبر 1994 – )
- سكوت مكنيل (ممثل كندي، 15 سبتمبر 1962[37] – )
- كاميرون جونستون (مصارع هاوي أسترالي، 6 ديسمبر 1970 – )
- كيمبرلي جوزيف (مخرجة أفلام أسترالية، 30 أغسطس 1973[38] – )
- لوك فورد (ممثل أسترالي، 26 مارس 1981 – )
- لينور زان (22 نوفمبر 1959[39] – )
- مالكوم فرازير (سياسي أسترالي، 21 مايو 1930[40][41][42] – 20 مارس 2015[40][41][42])
- هيلين جوي (ممثلة كندية، 27 مايو 1973 – )
- ياني جيلمان (ممثل أمريكي، 2 سبتمبر 1985 – )

## وصلات خارجية
- موقع وزارة الخارجية الأسترالية
- موقع وزارة الخارجية الكندية